# 天津一汽トヨタ自動車
天津一汽トヨタ自動車有限会社（てんしんいっきトヨタじどうしゃ、英語: Tianjin FAW Toyota Motor Co.,Ltd.、中国語: 天津一汽丰田汽车有限公司）は、中華人民共和国における中国第一汽車集団とトヨタ自動車の合弁事業たる一汽トヨタ系統括事業体である。略称TFTM、FAW Toyota。

## 概要
天津一汽トヨタ自動車有限会社は、天津汽車夏利股份有限公司との合弁会社として、2000年に天津トヨタ自動車有限会社として設立された。2002年の人民大会堂での合意で、中国第一汽車集団の参画を得て、第1工場・西青工場でトヨタ・ヴィオスの製造を開始した。2003年には天津一汽トヨタ自動車有限会社と社名を変えた。
2004年から西青工場でトヨタ・カローラの製造を開始。2005年から第2工場でトヨタ・クラウンの製造を開始。2007年には第3工場での製造を開始。2008年第2工場と第3工場を統合し、泰達工場とした。
2020年には車両およびエンジン製造事業体を100%子会社として、一汽トヨタ系統括事業体となる事業再編がなされた。また、資本関係に変更のない一汽トヨタ自動車販売有限会社（FTMS）も、TFTMへのレポートラインとされた。同年中国・シンガポール天津エコシティーでの新エネルギー車（NEV）事業設立を発表。

## 販売・生産車種
現行車種
- トヨタ・RAV4[6]
- トヨタ・カローラ[7]
- トヨタ・クラウンクルーガー
- トヨタ・アバロン[8]
- トヨタ・イゾア[9]（トヨタ・C-HR）
- トヨタ・イゾアEV[9]
- トヨタ・クラウン[9]
- トヨタ・プリウス[9]
- トヨタ・ランドクルーザープラド[9]
- トヨタ・ヴィオス[9]
- トヨタ・ランドクルーザー[9]
- トヨタ・コースター[9]
- トヨタ・クラウンヴェルファイア
- トヨタ・86[10]
- トヨタ・アリオン（トヨタ・カローラベースの中国仕様）[11]
- トヨタ・ヴィオスFS[12]
- トヨタ・カローラE＋[12]
- トヨタ・ハリアー[12]
- トヨタ・グランビア

生産を終了した車種
- トヨタ・カローラEX（トヨタ・カローラ）

- トヨタ・レイツ[9]（トヨタ・マークX）
- トヨタ・クラウン（トヨタ・クラウンマジェスタベース）